# Carl Alfred Pedersen
Carl Alfred Pedersen (* 5. Mai 1882 in Oslo; † 25. Juni 1960 ebenda) war ein norwegischer Turner und Leichtathlet.
Mit der norwegischen Riege gewann er im Mannschaftswettbewerb bei den Olympischen Zwischenspielen 1906 in Athen Gold und bei den Olympischen Spielen 1908 in London Silber. 1912 in Stockholm folgte eine Bronzemedaille im Mannschaftswettbewerb nach schwedischem System.
1906 in Athen wurde er Achter im Dreisprung.
Dreimal wurde er nationaler Meister im Hochsprung (1904, 1905, 1907), zweimal im Diskuswurf (1905, 1910) und einmal im Weitsprung (1905).